# Mira Vlatković
Mira Vlatković (rođ. Herzog; Zagreb, 1925. – Zagreb, 31. kolovoza 2015.) bila je hrvatska anglistica. Radila je na Filozofskom fakultetu Sveučilišta u Zagrebu kao sveučilišni lektor na Odsjeku za anglistiku od 1958. do 1987. U suautorstvu s Miroslavom Bekerom i Ivom Ćurčinom objavila je A Handbook of English Idioms: With Exercises = Priručnik engleskih idioma (Zagreb: Grafički zavod Hrvatske, 11958., 21969.).